# Burkhard Christoph von Münnich

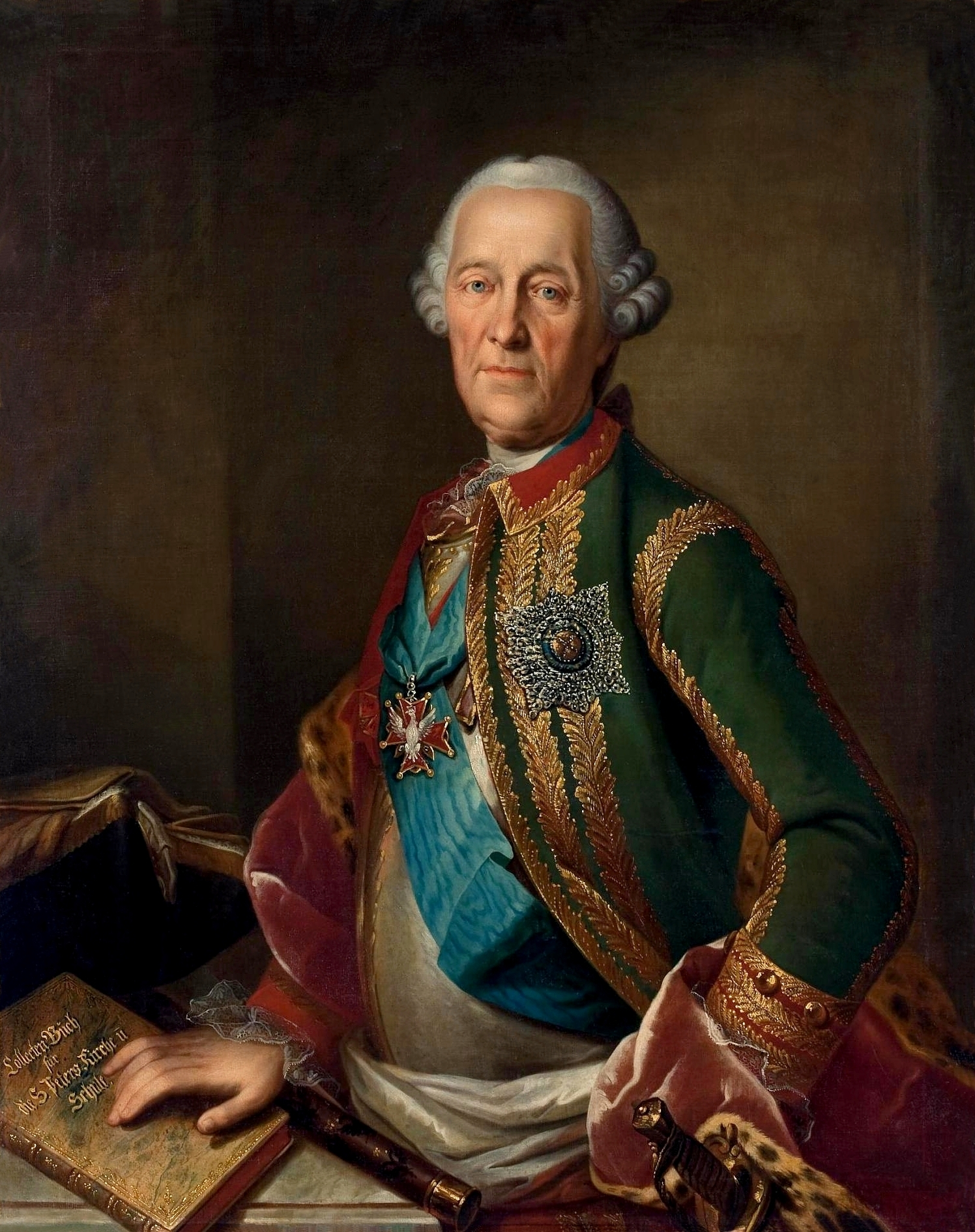
Burkhard Christoph von Münnich (1683–1767)

Burkhard Christoph Graf von Münnich (russisch Христофор Антонович Миних, Christofor Antonowitsch Minich; * 9. Maijul. / 19. Mai 1683greg. in Neuenhuntorf, Grafschaft Oldenburg; † 16. Oktoberjul. / 27. Oktober 1767greg. in Sankt Petersburg) war ein deutschstämmiger Ingenieur, Generalfeldmarschall und Politiker in russischen Diensten.

## Leben
Er wurde als Sohn des in den dänischen Adelsstand erhobenen Offiziers und Oberdeichgrafen in Neuenhuntorf, Anton Günther von Münnich (1650–1721) und dessen erster Ehefrau Sophia Catharina (1659–1710) geboren und verlebte seine Jugend auf Gut Neuenhuntorf. Von seinem Vater lernte er die Wasserbaukunst.
1699 trat er in Straßburg als Ingenieur in die französische Armee ein. Bei Ausbruch des Spanischen Erbfolgekrieges 1701 wechselte er als Hauptmann erst in hessen-darmstädtische, 1705 dann in hessen-kasselsche Dienste. Als Teil der hessisch-darmstädtischen Hilfstruppen nahm er 1702 an der Belagerung von Landau und dann als Teil der hessischen Hilfstruppen 1706 am Entsatz von Turin teil. Die Truppen wurden noch im selben Jahr wieder zurückbeordert und marschierten 1708 zur Unterstützung nach Holland. Dort kämpfte er in der Schlacht bei Oudenaarde. Er machte die Belagerung von Ryssel und Dornick mit. Er kämpfte in Frankreich in der Schlacht bei Malplaquet und nahm an den folgenden Belagerungen von Mons, Douay, Bethune, Aire, Bouchain und Quesnoy teil. Für seine Leistungen wurde er zum Major befördert. In der Schlacht bei Denain am 24. Juli 1712 wurde er schwer verletzt und geriet in französische Gefangenschaft. Nach seiner Genesung wurde er, wohl nach dem Frieden von Utrecht am 15. April 1713, auf Ehrenwort bzw. durch Freikauf entlassen, kehrte nach Kassel zurück und wurde zum Oberstleutnant, laut anderer Quellen zum Oberst, befördert. 1713 setzte er Kanalbaupläne des Landgrafen Karl von Hessen-Kassel bei Karlshafen um.
1716 trat er als Oberst in kursächsische Dienste. Ab 1716 verantwortete er den Bau des Mniszech-Palastes in Warschau. 1717 wurde er zum Generalmajor und Generalinspekteur der Polnischen Kronarmee des sächsischen Kurfürsten und polnischen Königs August II. des Starken ernannt. 1720 duellierte er sich mit dem Oberst Bonafour. Der Oberst starb und Münnich musste sich vor seinem Vorgesetzten, dem Oberkommandierenden der polnischen Kronarmee, dem Feldmarschall Jacob Heinrich von Flemming, verantworten. So war er gezwungen, seinen Abschied zu nehmen und ging im Februar 1721 als Ingenieurgeneral in den Dienst der russischen Armee, in dem er zunächst den Bau des Ladogakanals, des Hafens von Kronstadt und der Festungswerke von Riga leitete.
Nachdem ihn bereits Peter I. zum Generalleutnant befördert hatte (Mai 1721), ernannte ihn Peter II. am 7. Mai 1727 zum General en chef und im selben Jahr zum Oberdirektor sämtlicher Reichsfestungen. Am 28. Februar 1728 erhob er ihn außerdem in den russischen Grafenstand. Er wurde zum Träger des St. Andreas-Ordens und des Alexander-Newski-Ordens. 1729 wurde er Gouverneur und Statthalter von Sankt Petersburg, Oberbefehlshaber der Truppen in Ingermanland, Karelien und Finnland. 1729 wurde er Generalfeldzeugmeister und war damit zugleich Befehlshaber der Artillerie und des Ingenieurkorps.
Unter Zarin Anna I. gewann er gemeinsam mit Ernst Johann von Biron und Heinrich Johann Friedrich Ostermann erheblich an Einfluss und wurde Teil der sogenannten Bironowschtschina. So war er von 1731 bis 1740 Kabinetts-Minister. Außerdem wurde er am 26. Februar 1731 Generalfeldzeugmeister. Am 24. Januar 1732 wurde er zum Präsidenten des Kriegskollegiums (Kriegsminister) ernannt und am 24. Februar 1732 zum Generalfeldmarschall. Graf von Münnich reorganisierte das russische Landheer mit der Einführung einer neuen Kriegsverfassung und einer straffen Dienstordnung nach deutschem – vor allem preußischem – Vorbild sowie das erste russische Kürassierregiment. Die Armee wurde außerdem von 230.000 Mann auf gut 380.000 Mann vergrößert (bei einer Einwohnerzahl von elf Millionen). Durch den von ihm betriebenen und kostspieligen Ausbau der Armee versagte er allerdings bei einer weiteren wichtigen Aufgabe, der Einsparung bei den Militärausgaben, die zeitweise sogar vier Fünftel des Staatshaushaltes beanspruchten. 
Die unfreie bäuerliche Bevölkerung, die die Mehrzahl der Soldaten stellen musste, wurde zusätzlich durch die erhöhte Kopfsteuer belastet. Insofern kann Münnich unterstellt werden, die verstärkte Verelendung des russischen Bauerntums in Kauf genommen zu haben. Andererseits reorganisierte und vereinheitlichte er mit der von ihm betriebenen Russifizierung des Offizierskorps die Besoldung. Unter Peter dem Großen hatte es noch drei Soldstufen für Offiziere gegeben, wobei die niedrigste für die russischen und die höchste für die ausländischen Offiziere bestimmt war. Münnich, der mehr an den Leistungen und der Loyalität der Offiziere als an ihrer Herkunft interessiert war, setzte professionelle Standards für die Gesamtheit des Offizierskorps und errichtete hierzu ebenfalls 1732 das adlige Kadettenkorps, das eine systematische militärische Ausbildung für die einheimischen Offiziere gewährleistete. Die bis dahin vorherrschende Rekrutierungspraxis für die Armee kritisierte er scharf und beklagte den Missbrauch von Soldaten als Arbeiter, etwa beim Kanalbau, sowie die erzwungene lebenslängliche Dienstzeit, die er sowohl als ineffektiv als auch als demoralisierend charakterisierte. 1736 zentralisierte Münnich erstmals auch die gesamte militärische Administration im Kriegskollegium.
Am 30. Juni 1734 eroberte er im Polnischen Thronfolgekrieg Danzig, schlug die Unruhen in Warschau nieder und übernahm in der Ukraine den Oberbefehl über alle russischen Truppen gegen die Türken. Im Russisch-Österreichischen Türkenkrieg konnte Münnich die Landenge von Perekop, Otschakiw und Asow erobern und die Residenz des tatarischen Khans Bachtschyssaraj auf der Krim zerstören. 1736 wurde er mit den Weißen-Adler-Orden ausgezeichnet und zudem Generalissimus aller russischen Armeen. Aufgrund hoher, vor allem seuchenbedingter Verluste musste sich Münnich allerdings Ende 1738 in die Ukraine zurückziehen, konnte im folgenden Jahr die Türken bei Stawutschan erneut schlagen sowie die Festung Chotyn, die Moldau und die Krim erobern. Das Ausscheiden Österreichs aus der Koalition führte schließlich zum Frieden von Belgrad, bei dem die eroberten Gebiete fast vollständig wieder verloren gingen. Für seine Verdienste wurde Münnich bei seiner Rückkehr nach Petersburg zum Oberstleutnant der Preobraschenskischen Garde, der Leibgarde der russischen Zaren, ernannt. Nach dem Tod der Zarin Anna I. stürzte Graf von Münnich 1740 den Vormund des Thronfolgers Iwan VI., Herzog Ernst Johann Biron von Kurland, da er fürchtete, dass sich die Regentschaft des unbeliebten ehemaligen Günstlings der Zarin für alle mit diesem in Verbindung gebrachten Ausländer negativ auswirken könnte. Stattdessen ließ er Iwans Mutter Anna Leopoldowna zur Regentin ausrufen, wurde von dieser zum Premierminister ernannt und bemühte sich um ein Verteidigungsbündnis mit Preußen. Da die Regentin aber Österreich und Sachsen als Bündnispartner bevorzugte, wurde er am 14. März 1741 von Ostermann, der dazu eine schwere Erkrankung Münnichs ausnutzte, abgesetzt.
Im Dezember desselben Jahres wurde Graf von Münnich bei der Thronbesteigung der Zarin Elisabeth I. als deren scharfer Gegner verhaftet und zum Tode durch Vierteilen verurteilt. Am Schafott am 29. Januar 1742 begnadigt, wurde er seiner Güter für verlustig erklärt und, von seiner zweiten Frau und einem Hilfsprediger begleitet, in das sibirische Dorf Pelym auf Lebenszeit verbannt. 1762 rehabilitierte Peter III. ihn anlässlich einer Generalamnestie für alle Verbannten aus der Zeit Elisabeths, holte ihn nach St. Petersburg zurück und setzte ihn wieder als Generalfeldmarschall ein. Nach Sturz und Ermordung Peters III. ernannte ihn Katharina die Große zum Generaldirektor der baltischen Häfen Baltischport und Narva sowie der Kanäle und beauftragte ihn mit dem Bau eines neuen Hafens bei Reval. Die Vollendung dieses Werkes erlebte Münnich nicht mehr. Er starb 1767 und wurde auf seinem Gut Lunia nahe Dorpat (heute: Tartu, Estland) begraben. Eine Büste von ihm befindet sich in der Walhalla bei Regensburg.

## Familie
Münnich war ab dem 8. Mai 1705 in erster Ehe mit Christina Lucretia von Witzleben (* 25. August 1685; † 10. Februar 1727) verheiratet, Tochter des Sachsen-Gotha-Altenburgischen Kammerjunkers und Landeshauptmannes Hans Heinrich von Witzleben († 1693) und der Anna Deborah von Seebach. Christina Lucretia von Witzleben war Hofdame am Hof in Hessen-Darmstadt, wo ihre Mutter nach dem Tode des Vaters Oberhofmeisterin geworden war. Münnichs Ehefrau folgte ihrem Mann auf seinen Feldzügen und gebar 14 Kinder, von denen vier erwachsen wurden. Mit ihnen begründete er die gräfliche Linie des Adelsgeschlechts Münnich.
Nach ihrem Tod heiratete Münnich am 28. September 1728 Barbara Eleonora von Maltzahn (* 11. Juni 1691; † 3. September 1774), Tochter des schwedisch-vorpommerschen Landrats und Erblandmarschalls in Altvorpommern sowie Erbherrn auf Wolde, Klein-Schossow und Cummerow Konrad Hans Jakob von Maltzahn und der Dorothea Tugendreich von Wolffradt a.d.H. Lüssow. Sie war bereits zweimal verwitwet. Ihren ersten Mann, Freiherr Heinrich Leopold von Malzan (* 2. Januar 1680; † 3. Februar 1712), Erbherr auf Wartenberg und Penzlin heiratete sie am 27. Dezember 1708. Ihr zweiter Mann war seit 1719 der russische Gesandte in Mecklenburg-Strelitz Michail Alexejewitsch Graf Saltykow († 29. August 1723). Aus diesen Ehen hatte sie drei Töchter, aus der Ehe mit Münnich gingen keine Kinder hervor, die das Erwachsenenalter erreichten.
- Anton Günter (*/† 1707)
- Ernst Johann (* 21. Januar 1707; † 24. Januar 1788), russischer Diplomat und Begründer der Eremitage ⚭ Anna Dorothea von Mengden (* 12. Oktober 1716; † 29. Februar 1760)
- Sophie Anna Louise (* 21. Februar 1709; † 6. November 1772) ⚭ 1. August 1729 Albrecht Hermann von Maltzan (* 19. Januar 1687; ⚔ 17. Mai 1742 bei Chotusitz)[5]
- Christina Elisabeth (* 30. Oktober 1711; † 28. August 1775) ⚭ 9. März 1728 Freiherr Johann Heinrich von Mengden (* 22. Mai 1700; † 26. März 1768)
- Luise Dorothea (* 30. September 1710; † 23. Dezember 1775)

⚭ 24. Oktober 1730 Johann Wilhelm von Schaumberg (* 28. Oktober 1681; † 30. November 1737)
⚭ 1739 Graf Friedrich Ludwig zu Solms-Wildenfels und Tecklenburg (* 2. September 1708; † 27. August 1789)
- Burchard Christoph (* 1721)
- Wilhelmine († 1722)
- Friedrich (* 1724; † 1729)
- Beate (* 1729; † 1738)

Vier Söhne (* 1710, 1712, 1714, 1716) starben jung. Drei weitere frühzeitig verstorbene Kinder werden vermutet.
Stiefkinder
- Freiin Juliana Dorothea von Malzan (* 7. Mai 1710; † Oktober 1763) ⚭ 1732 Oberst Hans Karl von Winterfeldt (1707–1757)
- Freiin Jacobina Henriette Augusta von Malzan (* 30. August 1711; † 12. August 1766) ⚭ Christoph von Wildemann (* 9. Juni 1710; † 15. Februar 1780)
- Komtess Anna Saltykow (* 26. Dezember 1723; † Mai 1737)